# Вичесняк
Вичесняк (пол. Wycześniak) — село в Польщі, у гміні Пуща-Марянська Жирардовського повіту Мазовецького воєводства.
Населення — 143 особи (2011).
У 1975—1998 роках село належало до Скерневицького воєводства.

## Демографія
Демографічна структура станом на 31 березня 2011 року:
|          | Загалом | Допрацездатний вік | Працездатний вік | Постпрацездатний вік |
| -------- | ------- | ------------------ | ---------------- | -------------------- |
| Чоловіки | 59      | 3                  | 31               | 25                   |
| Жінки    | 84      | 3                  | 14               | 67                   |
| Разом    | 143     | 6                  | 45               | 92                   |